# Gerichtsbezirk Freistadt
Der Gerichtsbezirk Freistadt ist ein dem Bezirksgericht Freistadt unterstehender Gerichtsbezirk, der sich aus Teilen der politischen Bezirke Urfahr-Umgebung und Freistadt (Bundesland Oberösterreich) zusammensetzt.

## Geschichte
Der Gerichtsbezirk Freistadt wurde gemeinsam mit 46 anderen Gerichtsbezirke in Oberösterreich durch einen Erlass des k. k. Oberlandesgerichtes Linz am 4. Juli 1850 geschaffen und umfasste ursprünglich 33 Gemeinden.
Durch Gemeindezusammenlegungen reduzierte sich die Anzahl der Gemeinden bis zum Beginn des 21. Jahrhunderts auf die zwölf Gemeinden Freistadt, Grünbach, Hirschbach im Mühlkreis, Kefermarkt, Lasberg, Leopoldschlag, Neumarkt im Mühlkreis, Rainbach im Mühlkreis, Sandl, St. Oswald bei Freistadt, Waldburg und Windhaag bei Freistadt.
Mit der Bezirksgerichts-Verordnung der Österreichischen Bundesregierung wurde am 12. November 2002 jedoch die Auflösung des Gerichtsbezirkes Unterweißenbach beschlossen und die Zuweisung des Gebietes zu den Gerichtsbezirken Freistadt bzw. Pregarten bestimmt. Mit dem 1. Jänner 2005 trat die Verordnung in Kraft, wodurch der Gerichtsbezirk Freistadt um die Gemeinden Kaltenberg, Liebenau, St. Leonhard bei Freistadt, Unterweißenbach und Weitersfelden erweitert wurde.
Die im Sinne der Verwaltungsreform sowie Budgeteinsparungen 2011/12 begonnene Diskussion über die Schließung von Bezirksgerichten führte zur Entscheidung, die benachbarten Bezirksgerichte Leonfelden und Pregarten zu schließen. In der Folge übernahm der Gerichtsbezirk Freistadt per 1. Jänner 2013 vom Gerichtsbezirk Leonfelden die sieben Gemeinden Bad Leonfelden, Haibach im Mühlkreis, Ottenschlag im Mühlkreis, Reichenau im Mühlkreis, Reichenthal, Schenkenfelden und Zwettl an der Rodl.
Per 1. Jänner 2014 hat Freistadt zudem die fünf Gemeinden Gutau, Hagenberg im Mühlkreis, Pregarten, Unterweitersdorf und Wartberg ob der Aist vom Gerichtsbezirk Pregarten übernommen.

## Gerichtssprengel
Der Gerichtssprengel umfasst seit 2014 folgende 29 Gemeinden:
Bad Leonfelden, Freistadt, Grünbach, Gutau, Haibach im Mühlkreis, Hagenberg im Mühlkreis, Hirschbach im Mühlkreis, Kaltenberg, Kefermarkt, Lasberg, Leopoldschlag, Liebenau, Neumarkt im Mühlkreis, Ottenschlag im Mühlkreis, Pregarten, Rainbach im Mühlkreis, Reichenau im Mühlkreis, Reichenthal, Sandl, St. Leonhard bei Freistadt, St. Oswald bei Freistadt, Schenkenfelden, Unterweißenbach, Unterweitersdorf, Waldburg, Wartberg ob der Aist, Weitersfelden, Windhaag bei Freistadt und Zwettl an der Rodl.